# Rue du Bourg-Tibourg
Rue du Bourg-Tibourg je ulice v Paříži v historické čtvrti Marais. Nachází se ve 4. obvodu.

## Poloha
Ulice vede od křižovatky s ulicí Rue de Rivoli a končí na křižovatce s ulicí Rue Sainte-Croix-de-la-Bretonnerie. Ulice je orientována od jihu na sever.

## Původ názvu
Rue du Bourg-Tibourg byla hlavní ulicí na středověkém předměstí, které se nazývalo Thiboud či Thibault. Předměstí se nacházelo za městskými hradbami a bylo integrováno do Paříže po výstavbě hradeb Filipa II. Augusta.

## Historie
Ulice byla vystavěna za vlády Ludvíka VII. (1137–1180). V básni Le Dit des rues de Paris je ulice zmiňována pod názvem Rue du Bours Tibout.
Ministerskou vyhláškou ze dne 3. března 1799 byla šířka ulice stanovena na 9 metrů. Tato šířka byla na základě královského nařízení z 28. října 1838 zvýšena na 10 metrů.
V 19. století byla Rue du Bourg-Tibourg 136 m dlouhá a nacházela se v tehdejším 7. obvodu. Ulice začínala na křižovatce s Rue de la Verrerie a Rue de Bercy a končila u Rue Sainte-Croix-de-la-Bretonnerie.
V minulosti se ulice jmenovala Rue du Bours Tibout, Rue Bourtibourg nebo Rue de Bourtibourg.

## Zajímavé objekty
- dům č. 13: z počátku 18. století
- dům č. 24: Synagogue de la rue du Bourg-Tibourg
- domy č. 25–31: z 18. století
- dům č. 34: ze 17. století